# ライアン・ボーグルソン
- ライアン・ボーゲルソン

ライアン・アンドリュー・ボーグルソン（Ryan Andrew Vogelsong, 1977年7月22日 - ）は、アメリカ合衆国・ノースカロライナ州シャーロット出身の元プロ野球選手（投手）。愛称はボギー（Vogey）（後述）。
日本での登録名は「ボーグルソン」だが、NHKのメジャーリーグ中継など一部メディアでは「ボーゲルソン」と表記されることがある。

## 経歴

### プロ入りとジャイアンツ時代
1998年のMLBドラフト5巡目（全体158位）でサンフランシスコ・ジャイアンツから指名され、6月7日に契約。
2000年9月2日にメジャー昇格。同日のシカゴ・カブス戦でメジャーデビュー。11点リードの8回から3番手として登板し、2回を無失点に抑えた。

### パイレーツ時代
2001年7月30日にジェイソン・シュミット、ジョン・バンダーウォールとの2対2のトレードでアーマンド・リオスと共にピッツバーグ・パイレーツへ移籍した。
2002年は、トミー・ジョン手術のためリハビリに費やした。
2003年はほぼマイナーで過ごした。
2004年は春季キャンプで好調を維持し、先発ローテーション5番手の座を掴んだ。しかし、シーズンに入ると不安定な投球が続き、終盤には先発ローテーションから外された。シーズン最後の5試合の登板はリリーフだったが、リリーフに限ると防御率は2.57だった。シーズン通算では6勝13敗、防御率6.50という成績であった。
2005年には中継ぎとしてメジャーで投げた。
2006年はシーズンの大半をAAA級インディアナポリス・インディアンズで過ごした。10月2日にFAとなった。

### 阪神時代
2006年11月9日に阪神タイガースが獲得を発表。年俸8,000万円で正式契約した。
2007年は開幕から先発ローテーション入りし、5月5日には「8番・投手」として出場。途中右肩の故障で二軍に降格したが、7月下旬には復帰して最終的には7勝6敗の成績を記録した。また、投手としては打撃力のある所を見せ、4月12日の中日ドラゴンズ戦で川上憲伸からこの年の投手第1号、投球回数リーグ上位30人の中では唯一となる本塁打を放ち、インタビューで「打てる機会があればまた打っていきたい」と話した。投手としては中日戦では2勝0敗、防御率3.15、WHIP1.28と良い投球を見せ、東京ヤクルトスワローズ戦でも防御率3.18、WHIP1.69ながら4勝を記録したものの、読売ジャイアンツ戦では3試合に登板して防御率8.31、WHIP1.69と打ち込まれ、広島東洋カープ戦には3度登板していずれも敗戦投手となるなど相性が極端で、シーズン終盤の9月には4試合に先発登板していずれも5回もたず降板するなど不安定な面も見せた。オフには年俸9000万円の1年契約で契約を延長。
2008年は本人の希望で背番号を前年限りで退団したアンディ・シーツが着用していた「4」に変更。阪神で投手が「4」をつけるのは藪恵一、外国人投手としてはマット・キーオ以来だった。7月29日の神宮球場でのヤクルト戦で石川雅規からソロ本塁打を放ち、2年連続で相手エースから本塁打を放った。同年も先発として投げたが中盤に崩れて降板する場面が目立ち8月に二軍降格。ボーグルソンはふて腐れて大荒れし、岡田彰布監督が説得に出向いたものの、結局はシーズンを通して3勝4敗と結果を残せなかった。
オフにはチームがFA宣言した三浦大輔の獲得に動いていたため、翌年の契約は戦力補強の結果と真弓明信新監督の意向次第となっていたが、先発投手としては長いイニングを投げられないことから戦力構想外となり、12月2日に自由契約公示された。

### オリックス時代

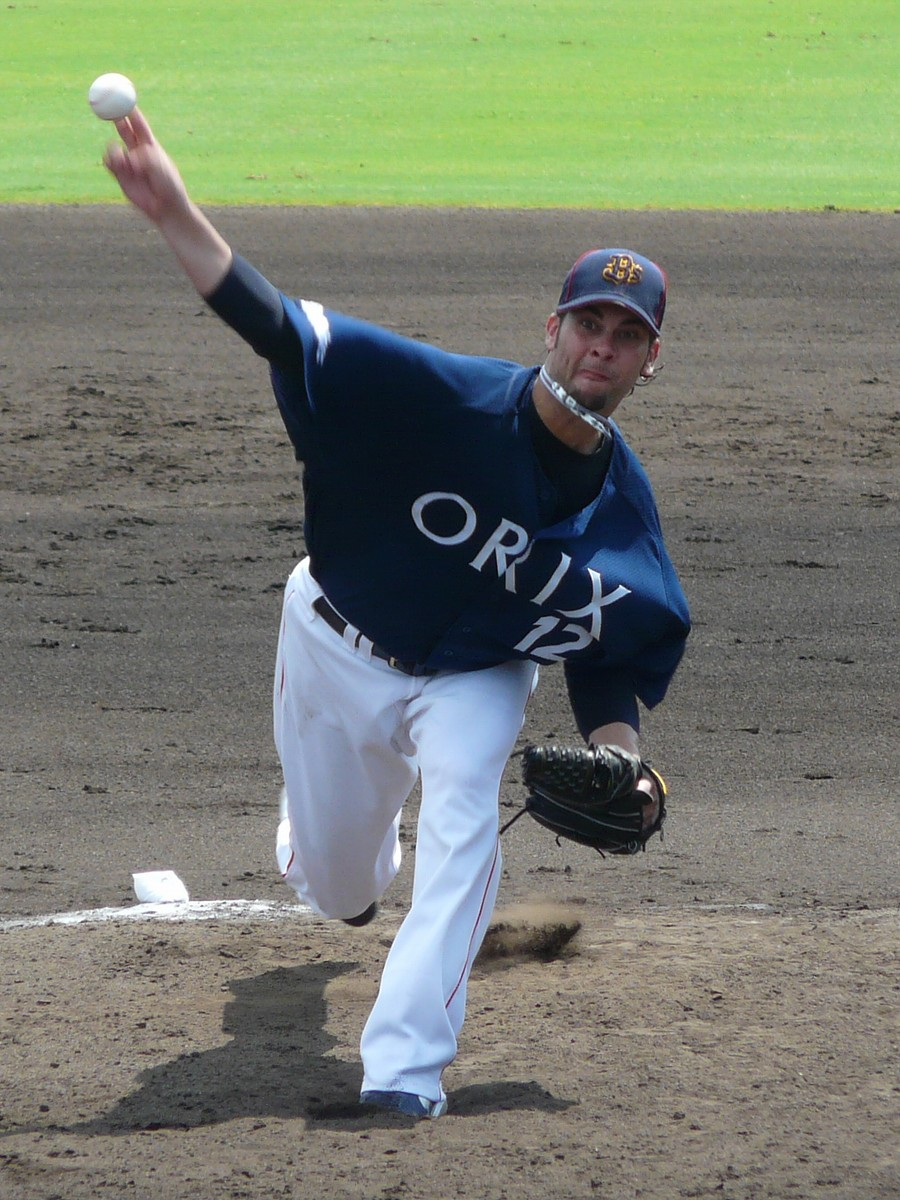
オリックス・バファローズでの現役時代

2009年1月22日にオリックス・バファローズと契約。先発投手が充実しているチーム状況からリリーフでの起用、ロングリリーフでの起用も多かった。4月は8試合の登板で防御率1.93の成績を残す。しかし5月から調子を崩し、6月にセ・パ交流戦で2度先発を務めたが、いずれも試合を作れず敗戦投手となり、6月4日の阪神戦では投手の福原忍に適時打を浴びる有様だった。5月と6月は防御率9.80と打ち込まれ、交流戦終了後に登録抹消。8月下旬に再登録され、9月20日の北海道日本ハムファイターズ戦でようやく移籍後初勝利をあげた。8月の復帰後は13試合の登板で防御率1.08と好投したように、好調時は手がつけられない投球を披露した一方で突如制球を乱すケースも多かった。11月17日に退団が決まり、オリックスを自由契約になった後、日本でのプレー続行を希望しウェイバー公示されたが獲得に乗り出す球団はなかった。

### フィリーズ傘下時代
2010年1月6日にフィラデルフィア・フィリーズとマイナー契約を結んだ。AAA級リーハイバレー・アイアンピッグスでプレーしていたが、7月15日にFAとなった。

### エンゼルス傘下時代
2010年7月28日にロサンゼルス・エンゼルス・オブ・アナハイムとマイナー契約を結ぶ。AAA級ソルトレイク・ビーズでプレーした。3勝8敗、防御率4.81に終わり、投球内容も95.1イニングで107被安打、66四死球、WHIPは1.77とだった。オフの11月6日にFAとなる。

### ジャイアンツ復帰
2011年1月11日に古巣のサンフランシスコ・ジャイアンツとマイナー契約を結び、スプリングトレーニングに招待選手として参加。AAA級フレズノ・グリズリーズでは開幕から2試合好投し、バリー・ジトの故障で4月17日にメジャー昇格を果たして、4年ぶりのメジャー復帰となった。5月14日のカブス戦で7回途中の降雨コールドながらMLB初完封を記録した。前半戦を6勝1敗・防御率2.07、WHIP1.19と安定した内容で折り返し、オールスターゲームにも監督推薦で選出された。2011年時点で日本球団を経由してMLBのオールスターゲームに選出されたのは、阪神に在籍したセシル・フィルダー、広島に在籍したアルフォンソ・ソリアーノとボーグルソンの3人のみであり投手では初のことであった。後半戦は7勝6敗、防御率3.26、WHIP1.31とやや安定感を欠いたが、最終的にリーグ4位の防御率2.70、チーム最多タイの13勝を記録した。
2012年の1月11日に2年契約（3年目は球団オプション）を結び契約を延長。同年はシーズン開幕当初から安定感のある投球を続け、7月までに19試合に登板して18試合でQS（クオリティ・スタート）、8勝5敗、防御率2.22を記録していた。夏以降やや打ち込まれる試合が続いたが、終盤に持ち直してリーグ11位の防御率3.37、前年を上回る14勝を記録した。
ポストシーズンでも好調を維持し、ナショナルリーグディビジョンシリーズ（NLDS）のシンシナティ・レッズ戦で5回1失点で勝利に貢献した。セントルイス・カージナルスとのナショナルリーグチャンピオンシップシリーズ（NLCS）では第2戦と第6戦に先発登板していずれも7回1失点で勝ち投手となった。さらにデトロイト・タイガースとのワールドシリーズ第3戦に登板し、5.2イニングを投げて無失点に抑え、勝利投手となった。ポストシーズンでは4試合に登板し最多タイの3勝、防御率は複数試合に先発登板した投手中最高の1.09を記録し、ワールドシリーズ優勝の立役者の1人となった。
2013年はシーズン開幕前の2月27日に第3回ワールド・ベースボール・クラシック（WBC）のアメリカ合衆国代表に選出された。
シーズンでは、シーズン前半は9試合の先発登板で2勝4敗、防御率7.19と最悪の滑り出しとなった。5月20日のワシントン・ナショナルズ戦にて5回の打席で右手に打球を受け骨折し、戦線を離脱した。復帰まで12週間を要し、チームに復帰したのは8月9日であった。復帰後の2カ月間で防御率を1.46も改善させた。しかし前半の不調が響き、最終的に4勝6敗、防御率5.73という結果に終わった。オフの11月4日に650万ドルの翌年の契約延長オプションを破棄しFAとなったが、12月4日に1年契約で再契約を結んだ。
2014年8月1日のニューヨーク・メッツ戦でソロ本塁打の1失点で、9イニングを投げてMLB初完投勝利を記録した。この年は32試合に先発登板し、2年ぶりに規定投球回もクリアしたが、8勝13敗、防御率4.00と大きく負け越した。ポストシーズンでも炎上が目立ち、チームはワールドチャンピオンになったものの、貢献度は低かった。オフにFAとなった。
2015年1月23日に1年総額400万ドルで残留した。同年は33試合に登板したが、リリーフで登板する機会も目立ち、先発で投げたのは22試合だった。防御率は再び悪化して4.67となり、9勝11敗と2シーズン連続で負け越した。また、与四球率や被本塁打率も悪化し、全体的に低調だった。オフにFAとなる。

### パイレーツ復帰
2015年12月18日にパイレーツと1年総額200万ドルで合意した。
2016年は5月23日のコロラド・ロッキーズ戦で打席に立った際に死球を受け、顔面を骨折して長期離脱。この年は24試合（先発14試合）に登板して3勝7敗、防御率4.81、61奪三振の成績を残した。オフの11月3日にFAとなった。

### パイレーツ退団後
2017年1月11日にミネソタ・ツインズとマイナー契約を結び、同年のスプリングトレーニングに招待選手として参加することになった。3月21日に FAとなった。9月12日に引退を発表。

## 選手としての特徴
平均球速91.6mph（約147km/h）、最速95mph（約153km/h）の速球（フォーシーム、ツーシーム）とカーブ、スライダー、チェンジアップを投げる。
NPB移籍時は最速160km/h、常時150km/hの速球を投げるという触れ込みだったが、日本では概ね140km/h台中盤の球速にとどまっていた。

## 人物
愛称はボギー( Vogey)。応援団やファンからはこの愛称でコールされていた。MLB復帰後もジャイアンツの本拠地AT＆Tパークでは、好投時にボギー・コールが沸き起こっていた。
妻のニコール・ボーグルソンは元モデル・歌手で、夫のライアンが阪神所属時は、サンテレビ限定の阪神甲子園球場のCMでトーマス・オマリーと共演していた。
日本での成績は振るわなかったが、日本で制球力の重要性を認識し制球力を磨いたことが、アメリカ帰国後に成功した要因だと分析している。
MLB復帰後も日本のプロ野球を気にしており、インターネットで情報収集しているという。

## 詳細情報

### 年度別投手成績
| 年 度     | 球 団      | 登 板 | 先 発 | 完 投 | 完 封 | 無 四 球 | 勝 利 | 敗 戦 | セ 丨 ブ | ホ 丨 ル ド | 勝 率 | 打 者 | 投 球 回 | 被 安 打 | 被 本 塁 打 | 与 四 球 | 敬 遠 | 与 死 球 | 奪 三 振 | 暴 投 | ボ 丨 ク | 失 点 | 自 責 点 | 防 御 率 | W H I P |
| --------- | ---------- | ----- | ----- | ----- | ----- | -------- | ----- | ----- | -------- | ----------- | ----- | ----- | -------- | -------- | ----------- | -------- | ----- | -------- | -------- | ----- | -------- | ----- | -------- | -------- | ------- |
| 2000      | SF         | 4     | 0     | 0     | 0     | 0        | 0     | 0     | 0        | 0           | ----  | 24    | 6.0      | 4        | 0           | 2        | 0     | 0        | 6        | 0     | 0        | 0     | 0        | 0.00     | 1.00    |
| 2001      | SF         | 13    | 0     | 0     | 0     | 0        | 0     | 3     | 0        | 1           | .000  | 130   | 28.2     | 29       | 5           | 14       | 0     | 2        | 17       | 2     | 0        | 21    | 18       | 5.65     | 1.50    |
| 2001      | PIT        | 2     | 2     | 0     | 0     | 0        | 0     | 2     | 0        | 0           | .000  | 34    | 6.0      | 10       | 1           | 6        | 1     | 0        | 7        | 0     | 0        | 10    | 8        | 12.00    | 2.67    |
| '01計     | PIT        | 15    | 2     | 0     | 0     | 0        | 0     | 5     | 0        | 1           | .000  | 164   | 34.2     | 39       | 6           | 20       | 1     | 2        | 24       | 2     | 0        | 31    | 26       | 6.75     | 1.70    |
| 2003      | PIT        | 6     | 5     | 0     | 0     | 0        | 2     | 2     | 0        | 0           | .500  | 108   | 22.0     | 30       | 1           | 9        | 3     | 2        | 15       | 1     | 0        | 19    | 16       | 6.55     | 1.77    |
| 2004      | PIT        | 31    | 26    | 0     | 0     | 0        | 6     | 13    | 0        | 0           | .316  | 610   | 133.0    | 148      | 22          | 67       | 7     | 10       | 92       | 3     | 0        | 97    | 96       | 6.50     | 1.62    |
| 2005      | PIT        | 44    | 0     | 0     | 0     | 0        | 2     | 2     | 0        | 1           | .500  | 369   | 81.1     | 82       | 5           | 40       | 1     | 8        | 52       | 7     | 0        | 43    | 40       | 4.43     | 1.50    |
| 2006      | PIT        | 20    | 0     | 0     | 0     | 0        | 0     | 0     | 0        | 0           | ----  | 178   | 38.0     | 44       | 2           | 16       | 2     | 7        | 27       | 4     | 1        | 27    | 27       | 6.39     | 1.58    |
| 2007      | 阪神       | 20    | 20    | 0     | 0     | 0        | 7     | 6     | 0        | 0           | .538  | 464   | 106.2    | 113      | 17          | 41       | 0     | 6        | 91       | 1     | 1        | 52    | 49       | 4.13     | 1.44    |
| 2008      | 阪神       | 12    | 12    | 0     | 0     | 0        | 3     | 4     | 0        | 0           | .429  | 271   | 65.1     | 65       | 3           | 19       | 0     | 6        | 50       | 1     | 0        | 31    | 29       | 3.99     | 1.29    |
| 2009      | オリックス | 30    | 2     | 0     | 0     | 0        | 1     | 4     | 0        | 4           | .200  | 181   | 41.2     | 39       | 4           | 16       | 0     | 4        | 56       | 1     | 0        | 26    | 21       | 4.54     | 1.32    |
| 2011      | SF         | 30    | 28    | 1     | 1     | 0        | 13    | 7     | 0        | 0           | .650  | 752   | 179.2    | 164      | 15          | 61       | 6     | 5        | 139      | 1     | 1        | 62    | 54       | 2.71     | 1.25    |
| 2012      | SF         | 31    | 31    | 0     | 0     | 0        | 14    | 9     | 0        | 0           | .609  | 788   | 189.2    | 171      | 17          | 62       | 7     | 8        | 158      | 3     | 0        | 76    | 71       | 3.37     | 1.23    |
| 2013      | SF         | 19    | 19    | 0     | 0     | 0        | 4     | 6     | 0        | 0           | .400  | 467   | 103.2    | 124      | 15          | 38       | 2     | 6        | 67       | 3     | 0        | 73    | 66       | 5.73     | 1.56    |
| 2014      | SF         | 32    | 32    | 1     | 0     | 0        | 8     | 13    | 0        | 0           | .381  | 780   | 184.2    | 178      | 18          | 58       | 2     | 9        | 151      | 2     | 0        | 86    | 82       | 4.00     | 1.28    |
| 2015      | SF         | 33    | 22    | 0     | 0     | 0        | 9     | 11    | 0        | 0           | .450  | 598   | 135.0    | 140      | 17          | 58       | 2     | 3        | 108      | 1     | 0        | 76    | 70       | 4.67     | 1.47    |
| 2016      | PIT        | 24    | 14    | 0     | 0     | 0        | 3     | 7     | 0        | 1           | .300  | 366   | 82.1     | 80       | 11          | 40       | 2     | 4        | 61       | 4     | 0        | 51    | 44       | 4.84     | 1.46    |
| MLB：12年 | MLB：12年  | 289   | 179   | 2     | 1     | 0        | 61    | 75    | 0        | 3           | .449  | 5204  | 1190.0   | 1204     | 129         | 471      | 35    | 64       | 900      | 31    | 2        | 641   | 592      | 4.48     | 1.41    |
| NPB：3年  | NPB：3年   | 62    | 34    | 0     | 0     | 0        | 11    | 14    | 0        | 4           | .440  | 916   | 213.2    | 217      | 24          | 76       | 0     | 16       | 197      | 3     | 1        | 109   | 99       | 4.17     | 1.37    |

### 記録
MLB
- MLBオールスターゲーム選出：1回（2011年）

NPB投手記録
- 初登板・初先発：2007年4月5日、対東京ヤクルトスワローズ2回戦（明治神宮野球場）、6回1失点
- 初奪三振：同上、1回裏にアダム・リグスから空振り三振
- 初勝利・初先発勝利：2007年4月12日、対中日ドラゴンズ3回戦（阪神甲子園球場）、6回1失点
- 初ホールド：2009年4月11日、対千葉ロッテマリーンズ2回戦（京セラドーム大阪）、8回表に4番手で救援登板、1回無失点

NPB打撃記録
- 初安打・初本塁打・初打点：2007年4月12日、対中日ドラゴンズ3回戦（阪神甲子園球場）、2回裏に川上憲伸から左越2ラン

### 背番号
- 51（2000年）
- 32（2001年 - 同年途中、2011年 - 2015年）
- 14（2001年途中 - 同年途中、2016年）
- 28（2001年途中 - 同年終了）
- 22（2003年 - 2006年）
- 36（2007年）
- 4（2008年）
- 12（2009年）

### 代表歴
- 2013 ワールド・ベースボール・クラシック・アメリカ合衆国代表